# Mortagne-sur-Gironde
Mortagne-sur-Gironde is een gemeente in het Franse departement Charente-Maritime (regio Nouvelle-Aquitaine). De plaats maakt deel uit van het arrondissement Saintes. Mortagne-sur-Gironde telde op 1 januari 2022 911 inwoners.

## Geografie
De oppervlakte van Mortagne-sur-Gironde bedraagt bedroeg op 1 januari 2022 18,87 vierkante kilometer; de bevolkingsdichtheid was toen 48,3 inwoners per km².
De onderstaande kaart toont de ligging van Mortagne-sur-Gironde met de belangrijkste infrastructuur en aangrenzende gemeenten.

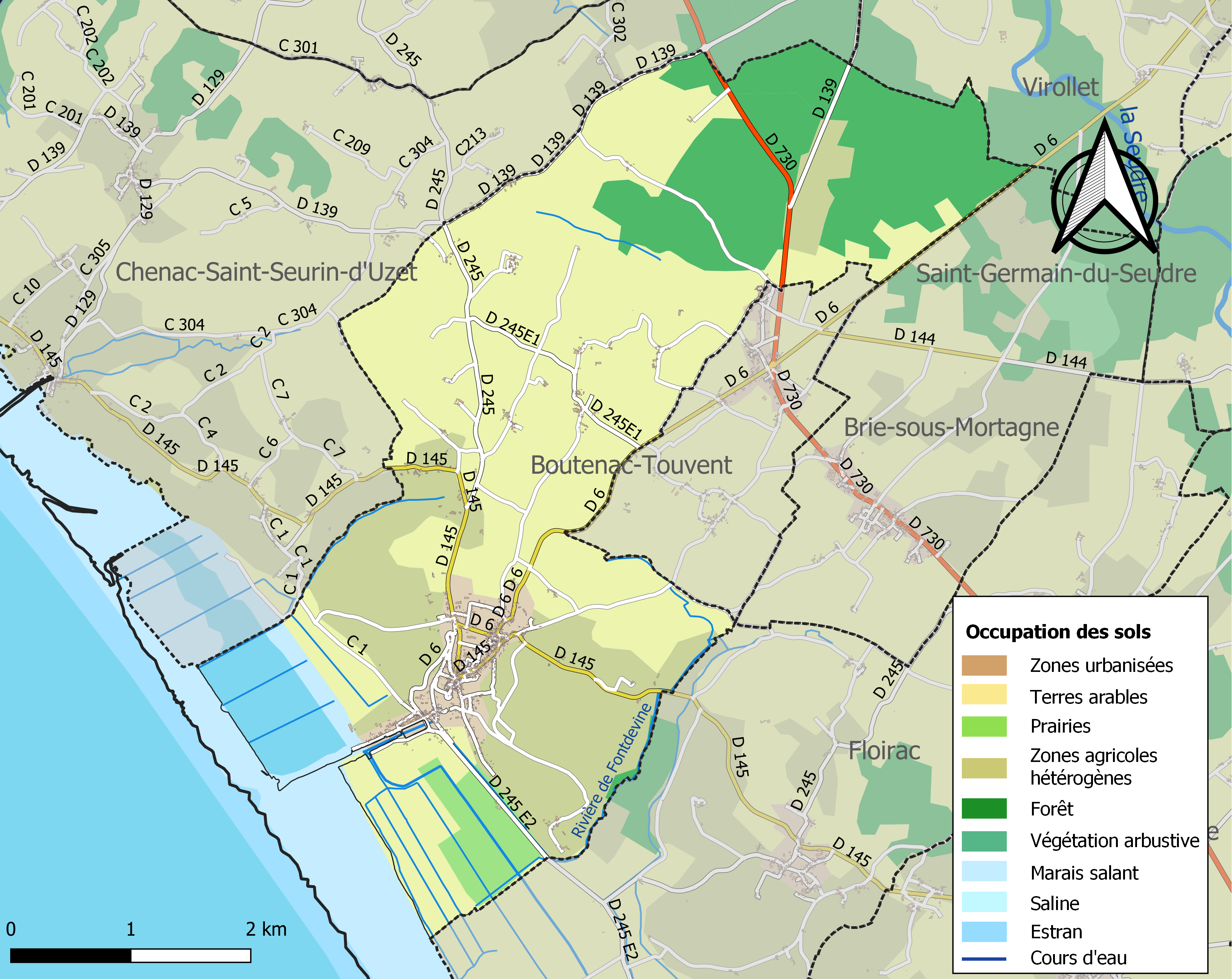

## Demografie
Onderstaande figuur toont het verloop van het inwonertal (bron: INSEE-tellingen).

## Religie

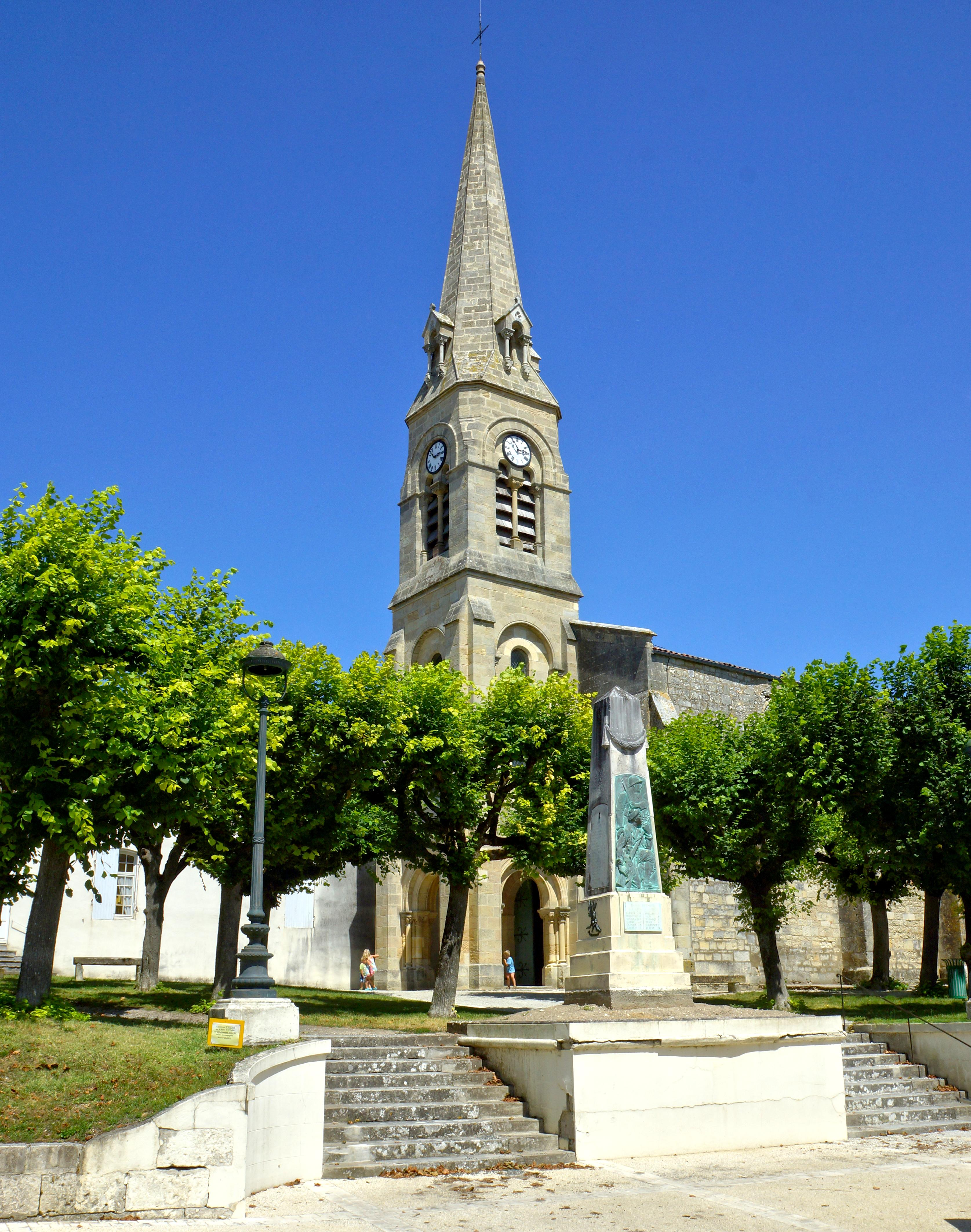
Katholieke kerk Saint-Étienne (geklasseerd monument)

De katholieke kerk Saint-Étienne van Mortagne-sur-Gironde heeft de vorm van een latijns kruis. Het kerkgebouw bestaat uit een schip van vier traveeën, verlicht door een reeks van gebogen ramen met kleurrijk gebrandschilderd glas uit het jaar 1889. Het transept behoudt een aantal middeleeuwse kapitalen, alleen overblijfselen van de voormalige kerk. Verschillende religieuze en mortagnaises persoonlijkheden zijn begraven in de kerk.